# Sweyn Holm
Sweyn Holm è una piccola isola disabitata nell'arcipelago delle Orcadi, in Scozia, situata al largo di Gairsay.
L'origine del nome è incerta, forse deriva da Sweyn Asleifsson, un pirata e avventuriero del XII secolo, oppure potrebbe essere la contrazione di "isola dei servitori" in lingua norrena.

## Geologia
L'isola è costituita da arenaria rossa.